# Oplonia armata
Oplonia armata là một loài thực vật có hoa trong họ Ô rô. Loài này được (Sw.) Stearn mô tả khoa học đầu tiên năm 1971.